# 張經綸
張經綸（1485年—？），字以時，山西振武衛軍籍，陽曲縣人，明朝政治人物。

## 生平
正德十一年（1516年）丙子科山西鄉試第三十名，正德十六年（1521年）辛巳科進士第三甲第一百七十四名。曾任直隸高陽縣知縣。升任涿州知州，嘉靖十六年（1537年）改任陕西鳳翔府隴州知州，升平凉府同知，官至王府長史。

## 家族
曾祖父張永；祖父張智；父親張謙。母冀氏。具庆下。